# Aigueperse (Rodan)

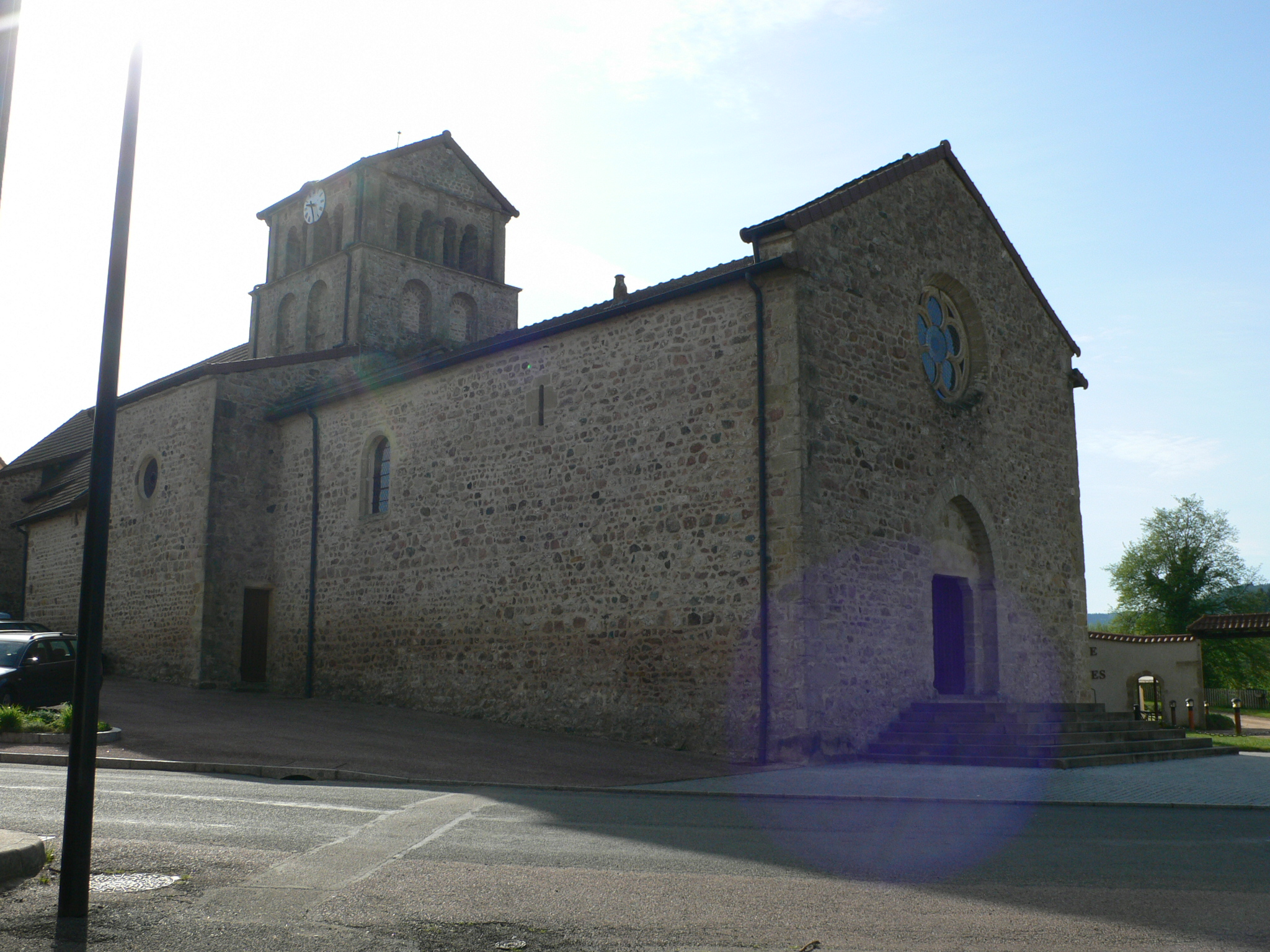
Kościół w Aigueperse, 2008

Aigueperse – miejscowość i gmina we Francji, w regionie Owernia-Rodan-Alpy, w departamencie Rodan.
Według danych na rok 1990 gminę zamieszkiwało 240 osób, a gęstość zaludnienia wynosiła 19 osób/km² (wśród 2880 gmin regionu Rodan-Alpy Aigueperse plasuje się na 1388. miejscu pod względem liczby ludności, natomiast pod względem powierzchni na miejscu 929.).